# Their Finest Hour: The Battle of Britain
Their Finest Hour: The Battle of Britain ist eine Flugsimulation, die die Luftschlacht um England thematisiert. Es wurde von Lawrence Holland für Lucasfilm Games entwickelt und erschien 1989 für MS-DOS in Europa bei U.S. Gold. Noch im selben Jahr erschien eine Computerspiel-Erweiterung unter dem Titel Their Finest Missions: Volume One. Im Folgejahr erschienen Portierungen für Commodore Amiga und Atari ST.

## Handlung
Die Wehrmacht versucht, Unternehmen Seelöwe vorzubereiten und greift Südengland an. Die Royal Air Force muss sich gegen einen zahlenmäßig überlegenen Feind zur Wehr setzen.

## Spielprinzip
Simuliert werden die zwei britischen Jäger Supermarine Spitfire und Hawker Hurricane sowie die deutschen Jagdflugzeuge Messerschmitt Bf 109 und Bf 110. Zudem sind die vier deutschen Bomber Junkers Ju 287 (Stuka), Ju 88, Dornier Do 17 und Heinkel He 111 enthalten. Der Spieler kann als Pilot, Bombardier oder Schütze fliegen und absolviert zunächst Trainingseinheiten, später historische Missionen. Dabei kann er Medaillen und Beförderungen erhalten. Eine Replay-Funktion erlaubt es, das Geschehen aufzuzeichnen, aus verschiedenen Blickwinkeln zu betrachten sowie vor- und zurückzuspulen. Es können eigene Missionen erstellt werden.

## Rezeption
Der Aktuelle Software Markt vergab für die PC-Fassung seine Auszeichnung ASM-Hit. Es handele sich laut Thorsten Blum um eine Sternstunde der Simulations-Software. Besonders hob er die Animationen und die 12 individuellen Cockpits hervor. Es sei der seinerzeit beste Flugsimulator. Die Zeitschrift Power Play vergab ihr Prädikat besonders empfehlenswert. Michael Hengst bemerkte, dass im Vergleich zu Vorgänger Battlehawks 1942 in puncto Umfang und Grafik verbessert wurde. Er lobte auch das umfangreiche gut recherchierte Handbuch. Sein Kollege Anatol Locker gefiel das einfache Zusammenbauen von neuen Missionen und dass auch Details wie Start und Landung simuliert werden. Carsten Borgmeier von Amiga Joker hob die gute Spielbarkeit und die kurze Eingewöhnungszeit hervor. Kamerafunktion und hohe Realitätsnähe der Simulation seien für ihn gut gelungen.
Torsten Oppermann kritisierte, dass die Amiga-Fassung weder an den PC-Standard herankäme noch sonderlich an den Amiga angepasst worden sei. Auch Michael Hengst bemängelte die farbenprächtige und trotz einstellbarem Detailgrad langsame Grafik. Er lobte die Geräuschkulisse.
Für die Portierung auf Atari ST vergab der Aktuelle Software Markt wiederum die Auszeichnung ASM-Hit, auch wenn diese Grafikruckler im Vergleich zu Amiga enthalte. Power Play wertete ab und bemängelte ebenfalls die stotternde Grafik auf dem Atari ST.